# Googleplex
Il Googleplex è il vasto quartier generale dell'azienda statunitense Google LLC e Alphabet Inc., situato al 1600 Amphitheatre Parkway a Mountain View, in California.
Il complesso si estende per 190.000 metri quadrati, diventando il secondo ufficio più grande di Google dopo quello al 111 Eighth Avenue di New York City.

## Nome
Googleplex è un gioco di parole; googolplex significa {\displaystyle 10^{googol}} (un 1 seguito da googol zeri o {\displaystyle 10^{\,\!10^{100}}}), ma è anche un portmanteau fra Google e complex (in inglese complesso, in senso architettonico, o plesso).

## Descrizione
L'interno dell'edificio è arredato in modo originale con lampade colorate, giganteschi palloni di gomma, divani rossi, all'interno della struttura si trovano anche numerosi servizi e luoghi di ritrovo per i dipendenti come ad esempio ambulatori medici, bar e una sauna. L'edificio principale in precedenza era la sede della Silicon Graphics (SGI). La struttura che comprende edifici relativamente non alti si espande  piuttosto in superficie; copre infatti un'area molto vasta poiché nel tempo sono stati incorporati anche altri edifici vicini oltre a quello originario.
L'edificio si trova a nord di Mountain View, nelle sue vicinanze si trovano il centro di ricerca Microsoft della Silicon Valley e il Computer History Museum.
Oltre al Googleplex, Google ha anche un quartier generale EMEA a Dublino in Irlanda e altri 25 centri dati in tutto il mondo.

## Galleria d'immagini

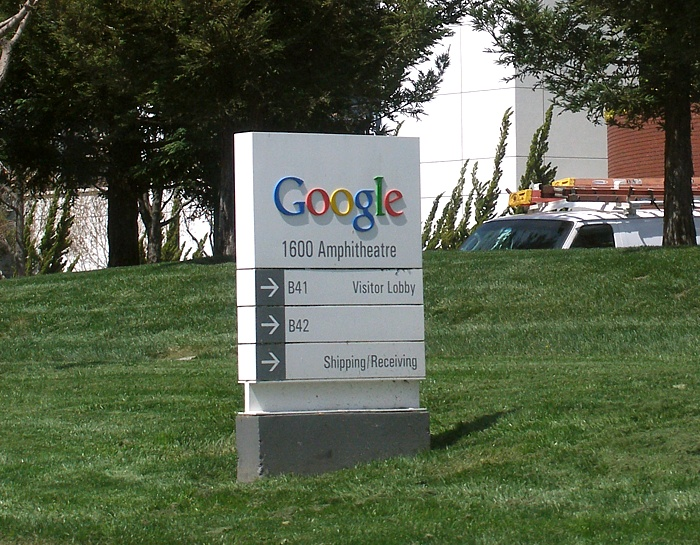
Cartello di benvenuto del Googleplex
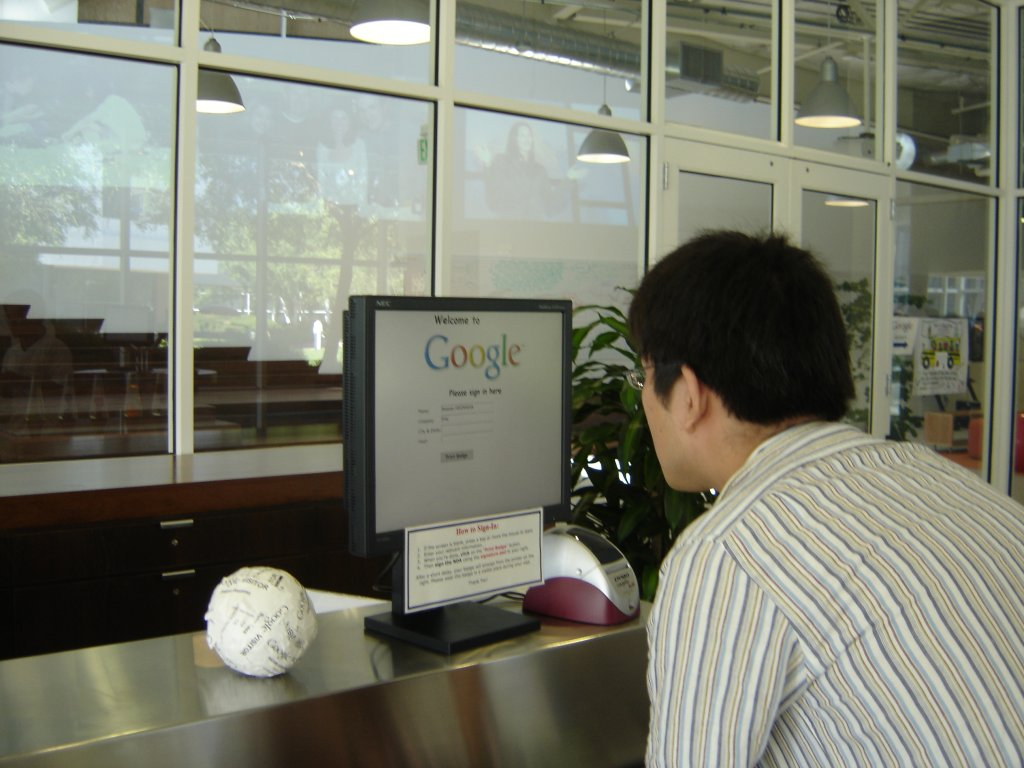
I visitatori devono stampare e indossare un badge con il loro nominativo